# ناحیه فیت‌ویل، شهرستان واشینگتن، آرکانزاس
ناحیه فیت‌ویل، شهرستان واشینگتن، آرکانزاس (به انگلیسی: Fayetteville Township) یک منطقهٔ مسکونی در ایالات متحده آمریکا است که در شهرستان واشینگتن، آرکانزاس واقع شده‌است. ناحیه فیت‌ویل ۵۸٬۰۴۷ نفر جمعیت دارد و ۴۰۸ متر بالاتر از سطح دریا واقع شده‌است.